# Fulgencio Obelmejias
Fulgencio Obelmejias, in arte Fully Obel (San José de Barlovento, 1º gennaio 1953), è un ex pugile venezuelano.

## La carriera
Esordì tra i professionisti il 30 gennaio 1977, sconfiggendo a Caracas per Ko tecnico alla prima ripresa Franklin Suzarra, e ripetendosi poi in aprile, quando l'avversario resistette una ripresa in più. Il 17 gennaio 1981 Obel ebbe l'occasione di diventare campione dei pesi medi WBA e WBC, ma fu sconfitto per KO tecnico all'ottava ripresa dal campione in carica Marvin Hagler sul ring di Boston.
La rivincita del 30 ottobre 1982 a Sanremo vide il medesimo risultato, questa volta alla quinta ripresa. Il 30 maggio 1986 Obel ottenne il titolo dei massimi leggeri della WBA Fedelatin (federazione centroamericana), battendo ai punti in 12 riprese Tomas Polo Ruiz. L'anno seguente, il 15 novembre, dovette però riconsegnare il titolo a Leslie Stewart dopo appena 4 riprese per decisione arbitrale. Il 23 maggio 1988 ottenne il titolo WBA dei supermedi contro il sudcoreano Chong-Pal Park per decisione unanime. Cedette il titolo dopo un anno esatto a In-Chul Baek, altro sudcoreano, per Ko tecnico dopo 11 round: la sua carriera si chiuse praticamente qui.
Altri pochi incontri di scarso rilievo lo condussero al 15 dicembre 1992, quando sconfiggendo ai punti Eduardo Rodriguez a Caracas chiuse definitivamente l'attività in ottemperanza alle leggi del suo paese, che vietano le carriere pugilistiche dopo il quarantesimo anno di età.
Chiuse quindi la sua carriera professionistica con 57 incontri: 52 vinti (41 prima del limite) e 5 persi (4 per Ko).